# Richard Boyd
Richard Newell Boyd (Washington D. C., 19 de mayo de 1942-Cleveland, 20 de febrero de 2021) fue un filósofo estadounidense que pasó la mayor parte de su carrera enseñando filosofía en la Universidad Cornell, donde fue profesor emérito de Filosofía y Letras Humanitarias Susan Linn Sage. Esta especializado en epistemología, filosofía de la ciencia, lenguaje y mente.

## Biografía
Se interesó en la filosofía de la ciencia durante sus estudios universitarios de matemáticas en el Instituto de Tecnología de Massachusetts, por lo que recibió un SB en 1963. Luego, en la misma institución y bajo la dirección de Richard Cartwright, obtuvo su doctorado en 1970 con una tesis doctoral sobre lógica matemática titulada Una caracterización teórica de la recursión de la jerarquía analítica ramificada. (También sería coautor, con Gustav Hensel y Hilary Putnam, de un artículo de 1969 con este título).
Después de enseñar en la Universidad de Harvard, la Universidad de Míchigan, y la Universidad de California en Berkeley, enseñó, desde 1972, en la Escuela de Filosofía Sage de la Universidad Cornell. En 1981 fue nombrado allí Profesor de Filosofía Susan Linn Sage, cargo que mantuvo hasta su jubilación, como profesor emérito, en 2017.
Ocupó cargos visitantes en Claremont-McKenna College (2012), la Universidad de Canterbury en Christchurch, Nueva Zelanda (2016), y la Universidad de Melbourne en Melbourne, Australia. Y, tras su retiro de Cornell, también enseñó en Lewis & Clark College.

## Trabajo filosófico
Es conocido por sus argumentos a favor del realismo científico y el realismo moral.
En el caso del realismo científico, fue un defensor de lo que se llama "el argumento del milagro" según el cual si las teorías científicas exitosas "estuviesen lejos de la verdad... el hecho de que tuvieran tanto éxito sería milagroso. Y dada la elección entre una explicación directa del éxito y una explicación milagrosa, claramente uno debería preferir la explicación no milagrosa, es decir, que nuestras mejores teorías son aproximadamente ciertas".
En el caso del realismo moral, fue una figura clave en la escuela metaética conocida como "Realismo Cornell". Desde este punto de vista, una propiedad moral como "la bondad es una propiedad natural compleja que no es directamente observable, pero que, sin embargo, tiene un perfil causal sólido... 'Bondad' no es sinónimo de ningún conjunto más simple de afirmaciones más directamente observables. En cambio, la 'bondad' describe la propiedad natural funcionalmente compleja que es el efecto de ciertas causas características y la causa de ciertos efectos característicos".
Junto con Hilary Putnam y Jerry Fodor, también influyó en el desarrollo de una forma antirreduccionista de materialismo en la filosofía de la mente. Desde este punto de vista, aunque todos los estados y procesos psicológicos individuales están enteramente constituidos por entidades físicas, "las explicaciones, los tipos naturales y las propiedades en psicología no se reducen a sus contrapartes en ciencias más básicas, como la neurofisiología o la física".

## Obra seleccionadas

### Libros y artículos
- "Determinismo, leyes y previsibilidad en principio", Filosofía de la ciencia (1972).[13]
- "Realismo científico y epistemología naturalista", PSA 80, vol. 2 (1980).
- "Lo que el materialismo no implica", en Lecturas de Filosofía de la Psicología Volumen I, ed. Bloque de Nueva Jersey (1981).
- "Sobre el estado actual de la cuestión del realismo científico", Erkenntnis (1983).
- "Observaciones, poder explicativo y simplicidad", en Experimento y observación en la ciencia moderna, ed. Achinstein y Hannaway (1984).
- "Lex Orandi est Lex Credendi", en Imágenes de la ciencia: realismo científico versus empirismo constructivo, ed. Churchland y Hooker (1984).
- "El dilema del lógico: lógica deductiva, inferencia inductiva y empirismo lógico " , Erkenntnis (1985).
- "Cómo ser un realista moral", en Ensayos sobre realismo moral, ed. Sayre McCord (1988).
- "Constructivismo, realismo y método filosófico", en J. Earman, ed. Inferencia, explicación y otras frustraciones filosóficas. Prensa de la Universidad de California (1992).
- “Metáfora y cambio de teoría”, en Metáfora y pensamiento, ed. Ortonía (1993)

### Libros editados
Boyd, Richard; Gaspar, Felipe; Trucha, JD (1991). La Filosofía de la Ciencia. Prensa del MIT.